# Георги Дамев
Георги Дамев Котев е български просветен деец и духовник.

## Биография
Георги Дамев е роден на 7 март 1886 година в прилепската махала Варош, тогава в Османската империя, в занаятчийско семейство. Баща му Даме Котев е прочут майстор ковач. Завършва основно училище в родния си град и след това започва да учи в гимназията, където след три класа продължава обучението си в свещеническия курс към Скопското българско педагогическо училище. При завършване на курса е обявен за най-добър ученик на випуска и е награден лично от митрополит Синесий Скопски и от директора на училището архимандрит Протасий.
Работи като учител в родния си град от 1906 до 1909 година. На 19 юли 1909 година се жени за Райна Боцева от Прилеп, която също е учителка и работи в Костурско. От 1909 до 1911 година Георги Дамев учителства в костурското село Брезница, а в учебната 1911 - 1912 година е учител в Куманичево. След това заминава да учителства в прилепския квартал Варош в 1912 - 1913 година, но учебната година е прекъсната заради Балканската война.
След като Вардарска Македония попада в Сърбия след Междусъюзническата война, Дамев се записва да учи в педагогическия курс на Призренската семинария, който завършва с отличен успех в 1914 – 1915 година.
Когато Прилеп е освободен от Българската армия по време на Първата световна война, Дамев се завръща да преподава в родния си град в учебната 1915 - 1916 година. От 1916 до 1918 година е български учител в прилепското село Дреновци.
След това Георги Дамев се връща в Прилеп и работи като учител. На 14 март 1920 година е ръкоположен в дяконски чин от епископ Варнава в църквата „Свети Димитър“ в Битоля. Една седмица по-късно, на 21 март 1920 година е ръкоположен отново от Варнава в църквата „Света Неделя“ в Битоля за свещеник и назначен за енорийски свещеник на църквата „Благовещение Богородично“ в Прилеп.
В 1936 година умира единственият му син, студент по медицина. На 16 април 1940 година епископ Платон Охридско-Битолски отличава Георги Дамев с право да носи червен пояс.
Георги Дамев умира в 1964 година. Опелото е извършено в църквата „Благовещение Богородично“ и е погребан в старите градски гробища.
- Училищно свидетелство на Георги Дамев от Скопското българско педагогическо училище за завършен свещенически курс, 31 август 1906 година
- Писмо от Иван Антонов, архиерейски наместник в Прилеп, 6 февруари 1913 година
- Удостоверение от Прилепската българска община за учителстването на Георги Дамев, 10 юли 1941 година